# Nomada flava
Nomada flava ist eine Biene aus der Familie der Apidae. Manche Individuen sehen Nomada signata sehr ähnlich. Die Männchen ähneln zudem Nomada panzeri.

## Merkmale
Die Bienen haben eine Körperlänge von 10 bis 14 (Weibchen) beziehungsweise 8 bis 12 Millimetern (Männchen). Der Kopf und Thorax ist bei den Weibchen schwarz und ist stark rot gezeichnet. Die Tergite sind basal mehr oder weniger schwarz, die Scheibe des ersten ist rot, die des zweiten bis fünften ist gelb, nur selten sind auch andere Tergite auf der Scheibe rot. Die Hinterränder sind rot. Das Labrum ist rot und hat ein kleines Zähnchen. Das dritte Fühlerglied ist kürzer als das vierte. Das Schildchen (Scutellum) ist rot oder schwarz gefleckt. Die Schenkel (Femora) der mittleren Beine haben unten gleich lange Haare wie oben. Die Schienen (Tibien) der Hinterbeine haben am Ende mehrere, spitze, kleine Dornen. Bei den Männchen ist der Kopf und Thorax schwarz und hat eine gelbe Zeichnung. Die Tergite sind basal schwarz, die Scheibe des ersten ist rot, des zweiten bis sechsten gelb. Die Hinterränder sind rot. Das Labrum ist gelb. Das dritte Fühlerglied ist kürzer als das vierte. Das schwach gehöckerte Schildchen ist rot. Die Schenkel (Femora) der mittleren Beine haben unten und oben gleich lange Haare. Auf den Hinterschienen befinden sich am Ende blasse, unauffällige kleine Dornen.

## Vorkommen und Lebensweise
Die Art ist in Mittel- und Nordeuropa verbreitet. Die Tiere fliegen von Mitte März bis Mitte Juni. Die Art parasitiert in den Nestern von Andrena carantonica, Andrena nitida und wahrscheinlich auch Andrena nigroaenea. 

## Belege
Felix Amiet, M. Herrmann, A. Müller, R. Neumeyer: Fauna Helvetica 20: Apidae 5. Centre Suisse de Cartographie de la Faune, 2007, ISBN 978-2-88414-032-4.